# توپ طلای ۲۰۲۲
توپ طلای ۲۰۲۲ (به انگلیسی: 2022 Ballon d'Or) ۶۶اُمین اهدای سالانه توپ طلا بود که توسط فرانس فوتبال ارائه شد و بهترین بازیکنان فوتبال جهان در فصل ۲۲–۲۰۲۱ را شناسایی کرد. برای نخستین بار در تاریخ این جایزه بر اساس نتایج فصل اروپا به جای سال تقویمی اهدا شد. نامزدهای این مراسم در ۱۲ اوت ۲۰۲۲ اعلام شدند و مراسم در ۱۷ اکتبر برگزار شد. 

## توپ طلا
نامزدهای این جایزه در ۱۲ اوت ۲۰۲۲ معرفی شدند. لیونل مسی برنده هفت دوره و برنده این جایزه برای نخستین بار از سال ۲۰۰۵ نامزد دریافت این جایزه نشد. برای بار نخست از سال ۲۰۰۷، هر سه بازیکنی که به سکو رسیدند برای نخستین بار این کار را انجام دادند.
| رتبه | بازیکن               | باشگاه(ها) ۲۲–۲۰۲۱ | امتیاز |
| ---- | -------------------- | ------------------ | ------ |
| ۱    | کریم بنزما           | رئال مادرید        | ۵۴۹    |
| ۲    | سادیو مانه           | لیورپول            | ۱۹۳    |
| ۳    | کوین دی بروینه       | منچستر سیتی        | ۱۷۵    |
| ۴    | روبرت لواندوفسکی     | بایرن مونیخ        | ۱۷۰    |
| ۵    | محمد صلاح            | لیورپول            | ۱۱۶    |
| ۶    | کیلیان امباپه        | پاری سن-ژرمن       | ۸۵     |
| ۷    | تیبو کورتوا          | رئال مادرید        | ۸۲     |
| ۸    | وینیسیوس جونیور      | رئال مادرید        | ۶۱     |
| ۹    | لوکا مودریچ          | رئال مادرید        | ۲۰     |
| ۱۰   | ارلینگ هالند         | بروسیا دورتموند    | ۱۸     |
| ۱۱   | سون هیونگ مین        | تاتنهام هاتسپر     | ۵      |
| ۱۲   | ریاض محرز            | منچستر سیتی        | ۴      |
| ۱۳   | سباستین آلر          | آژاکس              | ۲      |
| ۱۴   | رافائل لیائو         | آ.ث. میلان         | ۲      |
| ۱۴   | فابینیو              | لیورپول            | ۲      |
| ۱۶   | ویرجیل فن دایک       | لیورپول            | ۱      |
| ۱۷   | کازمیرو              | رئال مادرید        | ۱      |
| ۱۷   | دوشان ولاهوویچ       | فیورنتینا یوونتوس  | ۱      |
| ۱۷   | لوئیز دیاز           | پورتو لیورپول      | ۱      |
| ۲۰   | کریستیانو رونالدو    | منچستر یونایتد     | ۰      |
| ۲۱   | هری کین              | تاتنهام هاتسپر     | ۰      |
| ۲۲   | برناردو سیلوا        | منچستر سیتی        | ۰      |
| ۲۲   | ترنت السکاندر-آرنولد | لیورپول            | ۰      |
| ۲۲   | فیل فودن             | منچستر سیتی        | ۰      |
| ۲۵   | یاشوا کیمیش          | بایرن مونیخ        | ۰      |
| ۲۵   | مایک منیان           | آ.ث. میلان         | ۰      |
| ۲۵   | آنتونیو رودیگر       | چلسی               | ۰      |
| ۲۵   | ژواو کانسلو          | منچستر سیتی        | ۰      |
| ۲۵   | کریستوفر ان‌کونکو     | لایپزیگ            | ۰      |
| ۲۵   | داروین نونیز         | بنفیکا             | ۰      |

## توپ طلای زنان
نامزدهای این جایزه در ۱۲ اوت ۲۰۲۲ معرفی شدند.
| رتبه | بازیکن              | باشگاه(ها) ۲۲–۲۰۲۱        | امتیاز |
| ---- | ------------------- | ------------------------- | ------ |
| ۱    | الکسیا پوتیاس       | بارسلونا                  | ۱۷۸    |
| ۲    | بت مید              | آرسنال                    | ۱۵۲    |
| ۳    | سامانتا کر          | چلسی                      | ۷۴     |
| ۴    | لنا اوبردورف        | وولفسبورگ                 | ۴۴     |
| ۵    | آیتانا بونماتی      | بارسلونا                  | ۴۳     |
| ۶    | الکساندرا پاپ       | وولفسبورگ                 | ۳۷     |
| ۷    | آدا هگربرگ          | لیون                      | ۲۹     |
| ۸    | وندی رنار           | لیون                      | ۲۶     |
| ۹    | کاتارینا ماکاریو    | لیون                      | ۲۱     |
| ۱۰   | لوسی برنز           | منچستر سیتی               | ۲۰     |
| ۱۱   | ویوین میدما         | آرسنال                    |        |
| ۱۲   | کریستین اندلر       | لیون                      |        |
| ۱۳   | الکس مورگان         | اورلندو پراید سن دیگو ویو |        |
| ۱۴   | سلما باچا           | لیون                      |        |
| ۱۵   | میلی برایت          | چلسی                      |        |
| ۱۶   | آسیست اوشوآلا       | بارسلونا                  |        |
| ۱۷   | ماری-آنتوینی کاتوتو | پاری سن-ژرمن              |        |
| ۱۸   | ترینیتی رادمن       | واشینگتن اسپیریت          |        |
| ۱۹   | فریدولینا رولفو     | بارسلونا                  |        |
| ۲۰   | کادیدیاتو دیانی     | پاری سن-ژرمن              |        |

## جایزه کوپا
نامزدهای این جایزه در ۱۲ اوت ۲۰۲۲ معرفی شدند.
| رتبه | بازیکن            | باشگاه(ها) ۲۲–۲۰۲۱ | امتیاز |
| ---- | ----------------- | ------------------ | ------ |
| ۱    | گاوی              | بارسلونا           | ۵۹     |
| ۲    | ادواردو کاماوینگا | رن رئال مادرید     | ۵۱     |
| ۳    | جمال موزیالا      | بایرن مونیخ        | ۴۷     |
| ۴    | جود بلینگام       | بروسیا دورتموند    | ۳۱     |
| ۵    | نونو مندز         | پاری سن-ژرمن       | ۹      |
| ۶    | رایان گراونبرخ    | آژاکس              | ۳      |
| ۶    | یوشکو گواردیول    | لایپزیگ            | ۳      |
| ۸    | بوکایو ساکا       | آرسنال             | ۳      |
| ۹    | کریم ادیمی        | ردبول سالزبورگ     | ۱      |
| ۱۰   | فلوریان ویرتس     | بایر لورکوزن       | ۰      |

## جایزه یاشین
نامزدهای این جایزه در ۱۲ اوت ۲۰۲۲ معرفی شدند.
| رتبه | بازیکن      | باشگاه(ها) ۲۲–۲۰۲۱ | امتیاز |
| ---- | ----------- | ------------------ | ------ |
| ۱    | تیبو کورتوا | رئال مادرید        |        |
| ۲    | آلیسون      | لیورپول            |        |
| ۳    | ادرسون      | منچستر سیتی        |        |
| ۴    | ادوارد مندی | چلسی               |        |
| ۵    | مایک منیان  | آ.ث. میلان         |        |
| ۶    | کوین تراپ   | آینتراخت فرانکفورت |        |
| ۷    | مانوئل نویر | بایرن مونیخ        |        |
| ۸    | یان اوبلاک  | اتلتیکو مادرید     |        |
| ۹    | یاسین بونو  | سویا               |        |
| ۱۰   | هوگو لوریس  | تاتنهام هاتسپر     |        |

## جایزه سوکراتس
| رتبه | بازیکن     | باشگاه(ها) ۲۲–۲۰۲۱ |
| ---- | ---------- | ------------------ |
| ۱    | سادیو مانه | لیورپول            |

## جایزه گرد مولر
این جایزه قبلاً به‌عنوان بهترین مهاجم سال شناخته می‌شد. پس از مرگ گرد مولر مهاجم آلمانی در اوت ۲۰۲۱، این جام به عنوان جام گرد مولر تغییر نام داد.
| رتبه | بازیکن           | باشگاه(ها) ۲۲–۲۰۲۱ | مجموع گل‌ها |
| ---- | ---------------- | ------------------ | ---------- |
| ۱    | روبرت لواندوفسکی | بایرن مونیخ        | ۵۷         |

## باشگاه سال
| رتبه | باشگاه      | مجموع بازیکنان | مردان | زنان |
| ---- | ----------- | -------------- | ----- | ---- |
| ۱    | منچستر سیتی | ۶              | ۵     | ۱    |
| ۲    | لیورپول     | ۶              | ۶     | ۰    |
| ۳    | رئال مادرید | ۵              | ۵     | ۰    |